# Cercle d'Agadir-Atlantique
Le cercle d'Agadir-Atlantique est une circonscription administrative marocaine situé dans la préfecture d'Agadir Ida-Outanane, au sein de la région de Souss-Massa. Son chef-lieu se trouve dans le caïdat d'Aourir.

## Caïdats et communes
Neuf communes rurales relevant de quatre caïdats sont rattachées au cercle d'Agadir-Atlantique.
| Année | Nb. Caïdat | Nb. Commune |
| 2013  | 4          | 9           |

## Historique
Le cercle d'Agadir-Atlantique, est créé en 2013, à partir du territoire du cercle d'Agadir-Banlieue, et est rattaché à la préfecture d'Agadir Ida-Outanane. Il compte à sa création 9 communes rurales rattachées à 4 caïdats. D'après le recensement officiel de 2014, le cercle est peuplé de 95 432 habitants.
Depuis 2015, dans le cadre du nouveau découpage régional, la région de Souss-Massa-Draâ est remplacée par la nouvelle région de Souss-Massa. La préfecture d'Agadir Ida-Outanane est donc intégrée à cette nouvelle région, tout comme le cercle d'Agadir-Atlantique.

## Démographie
Depuis le dernier recensement de 2014, le cercle d'Agadir-Atlantique est officiellement peuplé de 95 432 habitants et compte 20 468 ménages.
| Année                          | Population totale | Ménages | Nb. caïdats | Nb. communes |
| ------------------------------ | ----------------- | ------- | ----------- | ------------ |
| 2014                           | 95 432            | 20 468  | 4           | 9            |
| Données issues de recensements |                   |         |             |              |

## Administration et politique

### Découpage territorial
| Caïdat    | Nombre de communes | Communes                        | Population en 2014 (hab.) | Ménages en 2014 |
| --------- | ------------------ | ------------------------------- | ------------------------- | --------------- |
| Aourir    | 1                  | Aourir                          | 36 948                    | 8 292           |
| Taghazout | 2                  | Taghazout, Aqsri                | 9 388                     | 2 189           |
| Imouzzer  | 4                  | Imouzzer, Tiqqi, Tadrart, Aziar | 21 653                    | 4 422           |
| Tamri     | 2                  | Tamri, Imsouane                 | 27 443                    | 5 565           |

### Offre de soin
| Caïdat    | CSCA | CSC | DR |
| Aourir    | 1    | 0   | 0  |
| Taghazout | 0    | 0   | 2  |
| Imouzzer  | 1    | 2   | 2  |
| Tamri     | 1    | 1   | 3  |